# Lumpenmüllers Lieschen

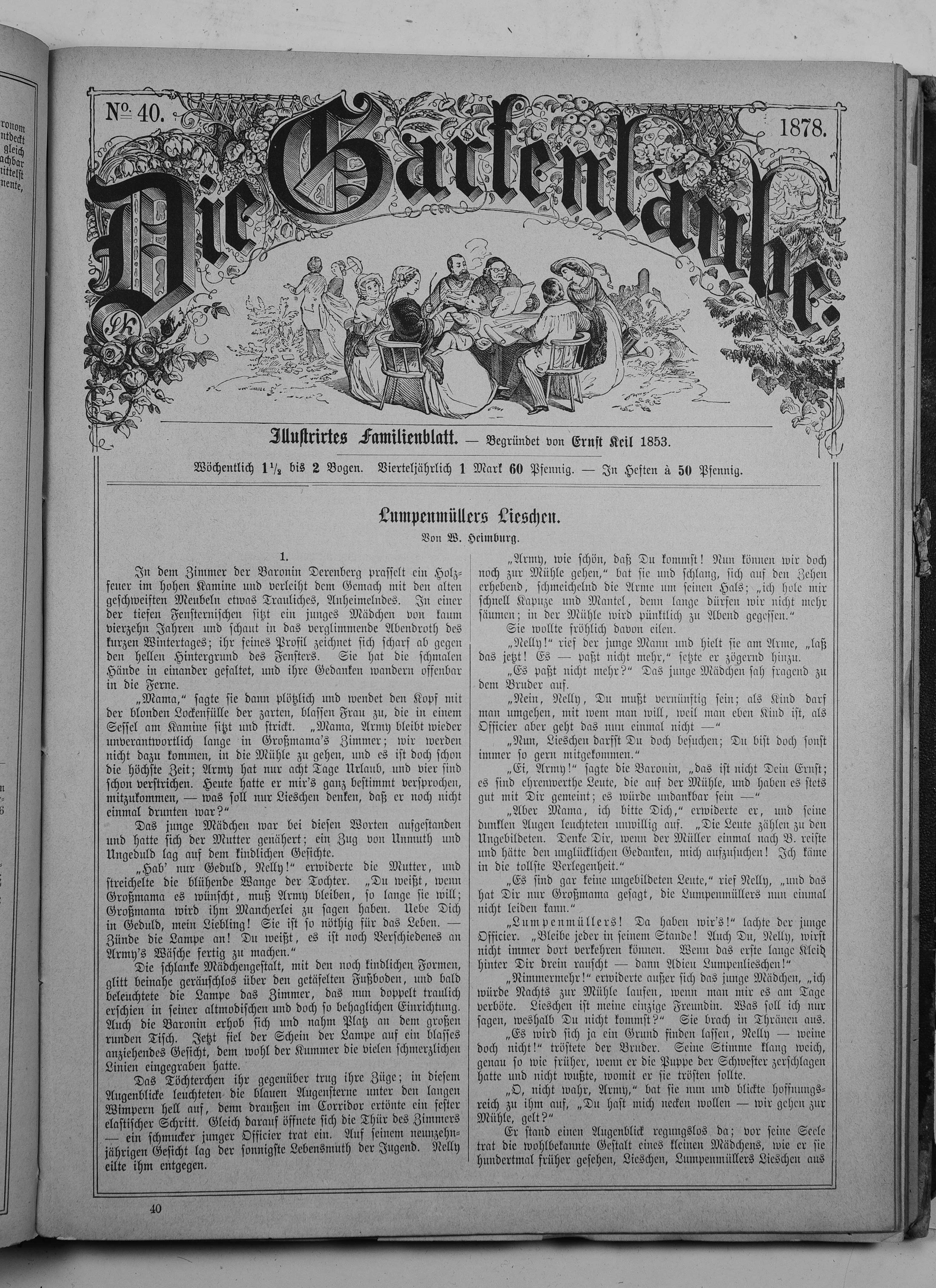
Titelseite der ersten Folge der Novelle in der „Gartenlaube“

Lumpenmüllers Lieschen ist eine Novelle (Familien- und Liebesgeschichte), die Wilhelmine Heimburg 1878 in der Familienwochenschrift Die Gartenlaube veröffentlicht hat (Nummern 40–52). Die Buchveröffentlichung folgte 1879 im Verlag des 1878 verstorbenen Herausgebers der „Gartenlaube“, Ernst Keil. Die Illustrationen der ersten Buchausgaben besorgte Wilhelm Claudius.
Nach den an anderer Stelle publizierten Novellen Melanie (1875) und Aus dem Leben meiner alten Freundin (1878) war Lumpenmüllers Lieschen das erste Werk, das Heimburg in der „Gartenlaube“ platzieren konnte, wo sie von da an als Nachfolgerin der 23 Jahre älteren E. Marlitt aufgebaut wurde.
Die Novelle erzählt die Geschichte der Fabrikantentochter Elisabeth („Lieschen“) Erving, die ihren Jugendfreund Army, einen verarmten Baron, liebt, der von seiner intriganten Großmutter in die Verlobung mit einer reichen Erbin getrieben wird. Als die Konvenienzehe nicht zustande kommt und Army sich seiner eigentlichen Liebe – Lieschen – zuwendet, befürchten deren Eltern, dass Army es nur auf ihr Geld abgesehen habe.

## Handlung
Ort der Handlung ist eine unbezeichnete deutsche Stadt, die Zeit die Gegenwart der Autorin, also die 1870er Jahre. Baronin Cornelie von Derenburg ist Witwe. Ihr Mann hatte aus Frustration über die arrangierte, liebesleere Ehe Cornelies Mitgift verschwendet, ein leichtfertiges Leben geführt, Selbstmord begangen und seine Witwe mittellos zurückgelassen. Das Leben, das Cornelie mit ihren beiden Kindern – Nelly und Armand („Army“), einem Offizier – führt, kann darum kaum noch als standesgemäß bezeichnet werden. Regiert wird die kleine Familie von Cornelies adelsstolzer, strenger und liebloser Schwiegermutter, der alten Baronin Eleonora Derenburg, einer gebürtigen neapolitanischen Gräfin.
Die Geschwister, Nelly und Army, sind seit Kindheitstagen mit „Lumpenmüllers Lieschen“ befreundet, der 15-jährigen einzigen Tochter des Besitzers einer nahegelegenen Papierfabrik. Die Fabrik wird, weil hier Textilabfälle verarbeitet werden, als „Lumpenmühle“ bezeichnet. Obwohl Lieschen in weitaus wohlhabenderen Verhältnissen aufwächst als die Geschwister, fürchtet sie, dass diese sich mit dem Heranwachsen auf ihre adlige Geburt besinnen und zu „stolz und hoffährtig“ werden könnten, um weiterhin Verkehr mit ihr zu pflegen. Auch hat ihre Zuneigung zu Army sich inzwischen in Liebe verwandelt.
Eleonora, die alte Baronin, wäre über eine Verbindung ihres Enkels zu einer Bürgerlichen sehr unfroh, und tatsächlich hat Army zunächst ganz Anderes im Sinn. In der Ahnengalerie entdeckt er ein Porträt der Agnese Mechthilde, einer Ahnfrau aus dem 17. Jahrhundert, deren rotes Haar es dem romantischen jungen Mann angetan hat. Das kommt der Großmutter sehr gelegen, denn sie hat für Army eine rothaarige Braut bestimmt: seine Cousine Blanka, die einmal die reiche Gräfin Ernestine Stontheim beerben soll.
Zwei Jahre später. Obwohl Blanka sich als verwöhnt und gefühlskalt erweist, ist Army von ihr hingerissen, verspricht ihr die Ehe und beginnt, für die verwöhnte junge Frau viel Geld auszugeben, was ihn zwingt, große Schulden zu machen. In der Person des  jungen Herrn Selldorf, den Lieschens Vater zu seinem Nachfolger aufzubauen begonnen hat, findet sich auch für Lieschen ein Bewerber. Lieschen weist Selldorf jedoch zurück.
Als Gräfin Stontheim, die Blanka in die Verlobung mit Army gedrängt hatte, stirbt und Blanka ihr Vermögen erbt, ist die junge Frau frei und kündigt Army, den sie nie geliebt hat, ihr Eheversprechen wieder auf. Army ist desillusioniert, fängt sich aber schnell wieder und nutzt die wiedererlangte Freiheit, um sich am Heiligabend heimlich mit Lieschen zu verloben. Lieschen ist überglücklich.
Als sie sich ihrer „Muhme“, der alten Kinderfrau Mariechen, anvertraut, fürchtet diese, dass Army das Mädchen nur ihrer Mitgift wegen heiraten wolle. Um ihr Herzeleid zu ersparen, erzählt sie Lieschen die Geschichte der Lisett. Lisett Erving, die Schwester von Lieschens Großvater, hatte den Baron Fritz von Derenburg geliebt, den Schwager der alten Baronin Eleonora. Fritz hatte diese Liebe erwidert, und beide fanden sogleich ein heimliches Glück darin, dass zwischen dem Fenster von Lisetts Zimmer und dem Fenster des von Fritz im Schloss bewohnten Turmzimmers ein direkter Sichtkontakt möglich war.
Da Eleonora mit einer Bürgerlichen nicht verschwägert sein wollte, hatte sie die Liebe der beiden hintertrieben. So hatte sie während einer vorübergehenden Abwesenheit von Fritz dessen Zimmer nächtlich beleuchtet, damit Lisett glauben sollte, dass Fritz zwar da sei, sie aber nicht mehr sehen wolle. Auch hatte Lisett dem Geliebten ein Schmuckstück geschenkt, ein mit ihren Initialen graviertes goldenes Herz. Eleonora hatte Fritz dieses Kleinod gestohlen und ihrem Dienstmädchen, der koketten Fränzel, befohlen, das Schmuckstück vor Lisetts Augen zu tragen, damit diese glaube, der Geliebte sei ihr untreu geworden. Lisett fiel auf den Schwindel herein, starb an gebrochenem Herzen, und Fritz verließ Derenburg für immer.
Ebenso wie die Muhme fürchten auch Lieschens Eltern, dass Army nur auf Lieschens Geld aus sei, und verbieten die Verbindung. Die Tochter soll nur einen Mann heiraten, der sie wirklich liebt. Lieschen lässt sich überzeugen und ist schweren Herzens bereit, auf den Geliebten zu verzichten. Um Army jedes Argument zu nehmen, eine Ehe mit dem bürgerlichen Lieschen einzugehen, verschafft Eleonora ihm das für die Schuldenbegleichung notwendige Geld bei einem ehemaligen Verehrer. Army will von diesem Angebot aber nichts wissen und ist, wenn sich gar kein anderer Ausweg bietet, eher bereit, nach Amerika auszuwandern.
Diese Vorstellung ist wiederum für Lieschen unerträglich, und so bittet sie ihre Eltern auf Knien, ihrer Ehe mit Army den Segen zu geben, glaubt allerdings weiterhin, dass dieser ihr seine Liebe nur vorspiele. Die Eltern geben ihrem Wunsch nach, bestehen aber darauf, dass Army das Militär verlässt und wieder Herr auf Derenburg wird. Sogar die verlorenen Ländereien will der Vater dem künftigen Schwiegersohn zurückkaufen. Er ahnt nicht, dass Army nur auf Wunsch seiner Großmutter Offizier geworden ist und die Übernahme der Verantwortung für Derenburg tatsächlich seinem Herzenswunsch entspricht.
Schließlich erfährt Army vom alten Diener Heinrich auch die Geschichte von Lisett. Im Turmzimmer, das Eleonore immer sorgfältig abgeschirmt hatte, entdeckt er schließlich sogar den Beweis für deren Schuld an Lisetts Unglück und Tod: Dort findet sich in einer Schublade das goldene Herz. Eleonore muss sich geschlagen geben und reist, begleitet von Blanka, nach Italien ab.
Lieschen erfährt, dass Army seine Probleme auch mit dem Geld des Herzogs hätte lösen können und sich ganz ohne äußeren Zwang gegen die Großmutter und für sie, Lieschen, entschieden hat. Damit sind alle Missverständnisse ausgeräumt, und die Liebenden finden wirklich zueinander.

## Ausgaben (Auswahl)
- Lumpenmüllers Lieschen. Ernst Keils Nachfolger, Leipzig 1879.
- Lumpenmüllers Lieschen. Union Deutsche Verlagsgesellschaft, Stuttgart, Berlin, Leipzig 1930.
- Lumpenmüllers Lieschen. Fischer Taschenbuch, Frankfurt/M. 1974, ISBN 978-3-436-01833-7.